# Malaysian Investment Development Authority
Die Malaysian Investment Development Authority (MIDA) ist die staatliche Organisation Malaysias zur nationalen Förderung des produzierenden Gewerbes und des Dienstleistungssektors. Bis zum Jahr 2011 hieß die Behörde Malaysian Industrial Development Authority. Inzwischen betreibt die MIDA auch außerhalb des Landes 24 Agenturen sowie 12 weitere Filialen in den verschiedenen Bundesstaaten Malaysias.

## Gründung
Grundlage für die Gründung war der Erlass des Malaysian Investment Development Authority Act im Jahr 1967 und wurde von der Weltbank als "the necessary impetus for purposeful, positive and coordinated promotional action for Malaysia's industrial development." bezeichnet.
Ziel ist die Unterstützung von Gewerbetreibenden bei der Umsetzung ihrer Projekte. Hierfür stellt die MIDA nötige Informationen zur Verfügung und vermittelt Joint-Venture-Partnerschaften zwischen Unternehmen. Die Zentrale der Behörde befindet sich in Kuala Lumpur, dorthin werden auch hochrangige Repräsentanten anderer relevanter Regierungsorganisationen entsandt, um mögliche Investoren bezüglich der rechtlichen Rahmenbedingungen zu informieren. Außerdem können dort auch Anträge auf Erteilung von Fertigungslizenzen, Steuererleichterungen, Befreiung von Zolllizenzen für Fertigungsmaterial sowie für technische Anlagen und Maschinen gestellt werden.